# Saint-Cirgues-de-Malbert
Saint-Cirgues-de-Malbert é uma comuna francesa na região administrativa de Auvérnia-Ródano-Alpes, no departamento de Cantal. Estende-se por uma área de 16,57 km². Em 2010 a comuna tinha 253 habitantes (densidade: 15,3 hab./km²).